# Triumf (tidning)
Triumf var en svensk "allmän veckojournal" som utgavs 1888–1979.
Tidningen startades 1888 under namnet "Trumf" i Uppsala av Per Weiland, men namnet ändrades till Triumf efter att Weiland avgått 1891. Den politiska tendensen angavs 1896–1916 som liberal. År 1927 blev Harald Hermodsson ansvarig utgivare för tidningen, för vilken han blev redaktör 1934. Han efterträddes vid sin död 1960 av sonen Olle Hermodsson som var redaktör till 1977. Åren 1978–1979 utgavs tidningen i Lindesberg med Sven Carlsson som redaktör.